# Hyndburn
Hyndburn – dystrykt w hrabstwie Lancashire w Anglii.

## Miasta
- Accrington
- Clayton-le-Moors
- Great Harwood
- Oswaldtwistle
- Rishton

## Inne miejscowości
Altham, Baxenden, Church, Huncoat, Oakenshaw.